# James Cosmo
James Cosmo, pseudonimo di James Ronald Gordon Copeland (Clydebank, 27 ottobre 1947), è un attore britannico con numerose apparizioni al cinema e televisione a partire dagli anni sessanta.

## Biografia
Nato in Scozia da padre attore (James Copeland), Cosmo è diventato un personaggio fisso nella televisione e nel cinema britannico con crediti in centinaia di produzioni. Spesso ha interpretato il ruolo del "tipo duro" scozzese, personaggio base che gli ha fatto ottenere la fama.
Al pubblico internazionale è particolarmente conosciuto per ruoli quali Angus MacLeod in Highlander - L'ultimo immortale, Campbell padre in Braveheart - Cuore impavido e Babbo Natale in Le cronache di Narnia - Il leone, la strega e l'armadio, adattamento cinematografico dell'omonimo romanzo. Negli anni, inoltre, ha interpretato ruoli in film come Trainspotting, L'ultima legione, Troy e nel cortometraggio 2081 di Chandler Tuttle.
Nel 2008 ha prestato la propria voce come doppiatore di HudMaSpecs, un corpulento cacciatore del film di animazione Free Jimmy, con i dialoghi scritti da Simon Pegg. Cosmo è sposato con Annie Harris e ha due figli, Findlay e Ethan. Nel 2012 ha prestato la voce nei videogiochi di Game of Thrones e Darksiders II, mentre dal 2011 al 2013 ha interpretato il ruolo di Jeor Mormont nella serie TV statunitense Il Trono di Spade. Nel 2017 è tornato a recitare in un film diretto da Danny Boyle, T2 Trainspotting, sequel del film del 1996. Nel 2018 partecipa all'horror Malevolent - Le voci del male con Florence Pugh. Nel 2019 interpreta il ruolo del venerabile Jorge da Burgos nella trasposizione seriale del romanzo Il nome della rosa di Umberto Eco.

## Filmografia

### Cinema
- I lunghi giorni delle aquile (Battle of Britain), regia di Guy Hamilton (1969)
- The Virgin Soldiers, regia di John Dexter (1969)
- Terrore al London College (Assault), regia di Sidney Hayers (1971)
- Doomwatch - I mostri del 2001 (Doomwatch), regia di Peter Sasdy (1972)
- Gli anni dell'avventura (Young Winston), regia di Richard Attenborough (1973)
- Living Apart Together, regia di Charles Gormley (1982)
- Highlander - L'ultimo immortale (Highlander), regia di Russell Mulcahy (1986)
- Stormy Monday, regia di Mike Figgis (1988)
- The Fool, regia di Christine Edzard (1990)
- Braveheart - Cuore impavido (Braveheart), regia di Mel Gibson (1995)
- Trainspotting, regia di Danny Boyle (1996)
- Emma, regia di Douglas McGrath (1996)
- Urban Ghost Story, regia di Geneviève Jolliffe (1998)
- Babe va in città (Babe: Pig in the City), regia di George Miller (1998)
- Sunset Heights, regia di Colm Villa (1999)
- The Match, regia di Mick Davis (1999)
- One More Kiss, regia di Vadim Jean - (2000)
- Honest, regia di David A. Stewart (2000)
- Fight for Freedom (To End All Wars), regia di David L. Cunningham (2001)
- All the Queen's Men, regia di Stefan Ruzowitzky (2001)
- C'era una volta in Inghilterra (Once Upon a Time in the Midlands), regia di Shane Meadows (2002)
- Le quattro piume (The Four Feathers), regia di Shekhar Kapur (2002)
- The Reckoning - Percorsi criminali (The Reckoning), regia di Paul McGuigan (2002)
- Skagerrak, regia di Søren Kragh-Jacobsen (2003)
- Man Dancin', regia di Norman Stone (2003)
- Solid Air, regia di May Miles Thomas (2003)
- One Last Chance, regia di Stewart Svaasand (2004)
- Troy, regia di Wolfgang Petersen (2004)
- Greyfriars Bobby (The Adventures of Greyfriars Bobby), regia di John Henderson (2005)
- Le cronache di Narnia - Il leone, la strega e l'armadio (The Chronicles of Narnia: The Lion, the Witch and the Wardrobe), regia di Andrew Adamson (2005)
- Half Light, regia di Craig Rosenberg (2006)
- Slipp Jimmy fri, regia di Christopher Nielsen (2006) - voce
- The Lives of the Saints, regia di Chris Cottam, Rankin (2006)
- L'ultima legione (The Last Legion), regia di Doug Lefler (2007)
- Il risveglio delle tenebre (The Seeker), regia di David L. Cunningham (2007)
- 2081, regia di Chandler Tuttle – cortometraggio (2009)
- The Clan, regia di Lee Hutcheon (2009)
- Outcast, regia di Colm McCarthy (2010)
- Donkeys, regia di Morag McKinnon (2010)
- The Runway, regia di Ian Power (2010)
- No Saints for Sinners, regia di Nathan Frankowski (2011)
- The Glass Man, regia di Cristian Solimeno (2011)
- Citadel, regia di Ciaran Foy (2012)
- Songs for Amy, regia di Konrad Begg (2012)
- The Boogeyman, regia di Stephen Hyams (2013)
- Get Lucky, regia di Sacha Bennett (2013)
- The Golden Scallop, regia di Joseph Laraja (2013)
- Hammer of the Gods, regia di Farren Blackburn (2013)
- Justin e i cavalieri valorosi (Justin and the Knights of Valour), regia di Manuel Sicilia (2013) - voce
- The Christmas Candle, regia di John Stephenson (2013)
- Project 12: The Bunker, regia di Jaime Falero (2014)
- Dying Light, regia di David Newbigging (2013)
- Estranged, regia di Adam Levins (2014)
- Breakdown, regia di Jonnie Malachi (2014)
- La bottega degli errori (The Legend of Barney Thomson), regia di Robert Carlyle (2015)
- Moonwalkers, regia di Antoine Bardou-Jacquet (2015)
- Ben-Hur, regia di Timur Bekmambetov (2016)
- Eliminators - Senza regole (Eliminators), regia di James Nunn (2016)
- T2 Trainspotting, regia di Danny Boyle (2017)
- In Darkness - Nell'oscurità (In Darkness), regia di Anthony Byrne (2018)
- Outlaw King - Il re fuorilegge (Outlaw King), regia di David Mackenzie (2018)
- Malevolent - Le voci del male (Malevolent), regia di Olaf de Fleur Johannesson (2018)
- Hole - L'abisso (The Hole in the Ground), regia di Lee Cronin (2019)
- Skylines (Skylin3s), regia di Liam O'Donnell (2020)
- Breath (2022) regia di John Real(Giovanni Marzagalli)
- Scrooge - Canto di Natale (Scrooge: A Christmas Carol), regia di Stephen Donnelly (2022)
- Il male dentro (The Beast Within), regia di Alexander J. Farrell (2024)

### Televisione
- Ransom for a Pretty Girl – miniserie TV (1966)
- This Man Craig – serie TV, 1 episodio (1966)
- St. Ives – serie TV, 2 episodi (1967)
- The Revenue Men – serie TV, 1 episodio (1967)
- Detective – serie TV, 1 episodio (1968)
- Dr. Finlay's Casebook – serie TV, 2 episodi (1965-1969)
- Doppia sentenza (Softly Softly) – serie TV, 1 episodio (1969)
- The Borderers – serie TV, episodio 2x09 (1970)
- The Wednesday Play – serie TV, 1 episodio (1970)
- UFO – serie TV, episodio 1x24 (1971)
- The View from Daniel Pike – serie TV, 1 episodio (1971)
- Attenti a quei due (The Persuaders!) – serie TV, episodio 1x15 (1971)
- Sutherland's Law, regia di David Cunliffe – film TV (1972)
- The Stone Tape, regia di Peter Sasdy – film TV (1972)
- ITV Playhouse – serie TV, 1 episodio (1973)
- Sutherland's Law – serie TV, episodio 1x02 (1973)
- Warship – serie TV, 20 episodi (1973-1977)
- Play for Today – serie TV, 1 episodio (1974)
- Churchill's People – serie TV, 1 episodio (1975)
- Quiller – serie TV, 1 episodio (1975)
- I sopravvissuti (Survivors) – serie TV, episodio 2x09 (1976)
- Orde Wingate – serie TV, 3 episodi (1976)
- George & Mildred – serie TV, 1 episodio (1977)
- Midnight Is a Place – serie TV, 3 episodi (1977-1978)
- The Standard – serie TV, episodio 1x13 (1978)
- L'ispettore Regan (The Sweeney) – serie TV, episodio 4x02 (1978)
- Kidnapped – miniserie TV, 1 puntata (1978)
- Dick Barton: Special Agent – serie TV, 16 episodi (1979)
- Thundercloud – serie TV, 13 episodi (1979)
- Capitan Onedin (The Onedin Line) – serie TV, 1 episodio (1979)
- I Professionals (The Professionals) – serie TV, episodio 3x07 (1979)
- Take the High Road – serie TV (1980)
- Racconti del brivido (Hammer House of Horror) – serie TV, 1 episodio (1980)
- The Nightmare Man, regia di Douglas Camfield – film TV (1981)
- The House on the Hill – serie TV, 1 episodio (1981)
- Strangers – serie TV, 1 episodio (1981)
- King's Royal – serie TV, 4 episodi (1982)
- Minder – serie TV, episodio 4x02 (1984)
- Murder Not Proven? – serie TV, 1 episodio (1984)
- Top Secret (Scarecrow and Mrs. King) – serie TV, 1 episodio (1984)
- Fairly Secret Army – serie TV, episodi 1x03-1x04 (1984)
- Lytton's Diary – serie TV, 1 episodio (1985)
- Big Deal – serie TV, 1 episodio (1985)
- Operation Julie, regia di Bob Mahoney – film TV (1985)
- Running Scared – serie TV, 6 episodi (1986)
- Gli occhi dei gatti (C.A.T.S. Eyes) – serie TV, episodi 1x04-2x08 (1985-1986)
- Lost Empires – miniserie TV, 1 puntata (1986)
- Supernonna (Super Gran) – serie TV, 1 episodio (1987)
- Codename: Kyril – miniserie TV, 1 puntata (1988)
- Taggart – serie TV, episodio 4x01 (1988)
- Le nuove avventure di Guglielmo Tell (Crossbow) – serie TV, 1 episodio (1989)
- Winners and Losers – miniserie TV, 3 puntate (1989)
- The Justice Game – serie TV, 4 episodi (1989)
- Saracen – serie TV, 1 episodio (1989)
- The Nightwatch, regia di Danny Boyle – film TV (1989)
- L'isola del tesoro (Treasure Island), regia di Fraser Clarke Heston – film TV (1990)
- I Campbells (The Campbells) – serie TV, 1 episodio (1990)
- El C.I.D. – serie TV, 1 episodio (1990)
- Sharp End – miniserie TV (1991)
- Stay Lucky – serie TV, 1 episodio (1991)
- Screaming – serie TV (1992)
- Medics – serie TV, 1 episodio (1992)
- Heartbeat – serie TV, 1 episodio (1992)
- Rab C. Nesbitt – serie TV, 1 episodio (1992)
- Casualty – serie TV, episodi 4x03-8x01 (1989-1993)
- Scene – serie TV, 1 episodio (1993)
- Between The Lines – serie TV, episodio 2x06 (1993)
- The House of Eliott – serie TV, 1 episodio (1994)
- Alleyn Mysteries – serie TV, 1 episodio (1994)
- Screen Two – serie TV, 1 episodio (1994)
- Roughnecks – serie TV, 13 episodi (1994-1995)
- Bad Boys – serie TV, 1 episodio (1996)
- Ivanhoe – miniserie TV, 5 puntate (1997)
- Ain't Misbehavin' (miniserie televisiva) – miniserie TV, 3 puntate (1997)
- Soldier Soldier – serie TV, 9 episodi (1997)
- Two Lives – serie TV, 1 episodio (1998)
- Cleopatra – miniserie TV (1999)
- Split Second, regia di David Blair – film TV (1999)
- Comedy Lab – serie TV, 1 episodio (1999)
- Metropolitan Police (The Bill) – serie TV, episodi 5x70-15x84 (1989-1999)
- Il magico regno delle favole (The 10th Kingdom), regia di David Carson e Herbert Wise – miniserie TV (2000)
- Tales from the Madhouse – miniserie TV, 1 puntata (2000)
- Badger – serie TV, 1 episodio (2000)
- The Last of the Blonde Bombshells, regia di Gillies MacKinnon – film TV (2000)
- Best of Both Worlds – serie TV (2001)
- Rebus – serie TV, episodi 1x02-1x04 (2000-2001)
- Biography – serie TV, 1 episodio (2004)
- Little House on the Prairie – miniserie TV, 4 puntate (2005)
- L'ispettore Barnaby (Midsomer Murders) – serie TV, episodio 10x04 (2007)
- Comet Impact, regia di Keith Boak – film TV (2007)
- The Colour of Magic, regia di Vadim Jean – film TV (2008)
- Merlin – serie TV, episodio 2x04 (2009)
- One Night in Emergency, regia di Michael Offer – film TV (2010)
- Castle – serie TV, episodio 2x13 (2010)
- FlashForward – serie TV, episodio 1x12 (2010)
- Sons of Anarchy – serie TV, 8 episodi (2010)
- The Santa Incident, regia di Yelena Lanskaya – film TV (2010)
- Testimoni silenziosi (Silent Witness) – serie TV, 2 episodi (2012)
- Delitti in Paradiso (Death in Paradise) – serie TV, episodio 2x01 (2013)
- Il Trono di Spade (Game of Thrones) – serie TV, 12 episodi (2011-2013)
- Case Histories – serie TV, 1 episodio (2013)
- New Worlds – miniserie TV, 1 episodio (2014)
- Shetland – serie TV, 4 episodi (2016)
- SS-GB – serie TV (2017)
- Il nome della rosa (The Name of the Rose), regia di Giacomo Battiato – miniserie TV (2019)
- Chernobyl, regia di Johan Renck – miniserie TV, puntata 3 (2019)
- His Dark Materials - Queste oscure materie (His Dark Materials) – serie TV, 6 episodi (2019)
- Jack Ryan – serie TV, 8 episodi (2022)
- Nightsleeper, regia di John Hayes e Jamie Magnus Stone – miniserie TV (2024)
- Karen Pirie – serie TV, 3 episodi (2025)
- Hostage, regia di Isabelle Sieb e Amy Neil – miniserie TV (2025)

## Doppiatori italiani
Nelle versioni in lingua italiana delle opere in cui ha recitato, James Cosmo è stato doppiato da:
- Bruno Alessandro in Troy, Half Light, Merlin, Hole - L'abisso
- Michele Gammino ne Il Trono di Spade, His Dark Materials - Queste oscure materie, Jack Ryan
- Angelo Nicotra in Braveheart - Cuore impavido, I Durrell - La mia famiglia e altri animali
- Gianni Giuliano in Le cronache di Narnia - Il leone, la strega e l'armadio, Outlaw King - Il re fuorilegge
- Paolo Marchese ne Il risveglio delle tenebre, Ben-Hur
- Claudio Fattoretto in Highlander - L'ultimo immortale, The Reckoning - Percorsi criminali
- Romano Ghini in Attenti a quei due
- Massimo Giuliani in George e Mildred
- Carlo Sabatini in C'era una volta in Inghilterra
- Sergio Graziani in Sons of Anarchy
- Domenico Maugeri in Fight for Freedom
- Sergio Di Stefano in Top Secret
- Ugo Maria Morosi in FlashForward
- Alessandro Rossi in Emma
- Luciano De Ambrosis in Malevolent - Le voci del male
- Saverio Moriones in Castle
- Gabriele Martini in T2 - Trainspotting
- Nino Prester in Wonder Woman
- Franco Zucca ne Il nome della rosa
- Pietro Ubaldi in Get Duked!

Da doppiatore è sostituito da:
- Massimo Lopez in Justin e i cavalieri valorosi
- Carlo Valli in Scrooge - Canto di Natale